# Jonas Suyderhoff
Jonas Suyderhoff (anche Suyderhoef) (Leida, 1613 ca. – Haarlem, 9 maggio 1686) è stato un pittore e incisore olandese.

## Biografia
Figlio di Andreas Pietersz e allievo di Pieter Soutman ad Haarlem, fin dal 1677 era iscritto alla locale gilda dei pittori. Eseguì incisioni tratte da Rubens e da Constantin Huygens, ma soprattutto ritratti da Frans Hals.
Suoi disegni si trovano nei musei di Amsterdam e di Berlino.